# Clostridia
Classe
Les Clostridia sont une classe de bactéries diversifiée contenant un mélange d'organismes Gram positifs et Gram négatifs du phylum des Bacillota. Son nom provient de « Clostridiales » qui est l'ancien nom de son ordre type, devenu Eubacteriales.
Il s'agit typiquement de bactéries anaérobies obligatoires et sporulées. On y trouve notamment le genre Clostridium dont plusieurs espèces sont des pathogènes humains responsables d'infections toxiniques très graves telles que le botulisme (C. botulinum), le tétanos (C. tetani) ou encore la gangrène gazeuse (C. perfringens).

## Taxonomie
Cette classe est décrite en 2009 par F.A. Rainey dans la deuxième édition du Bergey's Manual of Systematic Bacteriology. Elle validée l'année suivante par une publication dans l'IJSEM.
Le nom correct complet (avec auteur) de ce taxon est donc Clostridia Rainey 2010.
Le genre type est Clostridium Prazmowski 1880.

### Synonymie
Clostridia a pour synonymes :
- Clostridiia Cavalier-Smith 2020
- Desulfitisporia Sorokin & Merkel 2023
- Desulfitobacteriia Chuvochina et al. 2024
- Desulfotomaculia Chuvochina et al. 2024
- Desulfotomaculia Watanabe et al. 2019
- Halanaerobiia Cavalier-Smith 2020
- Natranaerobiia Chuvochina et al. 2024
- Natranaerobiia Sorokin et al. 2021
- Peptococcia Chuvochina et al. 2024
- Sulfobacillia Chuvochina et al. 2024
- Symbiobacteriia Chuvochina et al. 2024
- Symbiobacteriia Wang et al. 2021
- Thermincolia Chuvochina et al. 2024
- Thermodesulfobiia Frolov et al. 2023
- Thermosediminibacteria Chuvochina et al. 2024
- Tissierellia Alauzet et al. 2014

## Liste d'ordres
LPSN (9 juin 2025), il existe 10 ordres publiés de manière valide :
- Caldicellulosiruptorales Chuvochina et al. 2024
- Desulfitibacterales Chuvochina et al. 2024
- Eubacteriales Buchanan 1917
- Halanaerobiales corrig. Rainey & Zhilina 1995
- Koleobacterales Sakamoto et al. 2021
- Natranaerobiales Mesbah et al. 2007
- Peptostreptococcales Chuvochina et al. 2024
- Thermoanaerobacterales Wiegel 2010
- Thermosediminibacterales Zhang et al. 2019
- Tissierellales Alauzet et al. 2020

Cette classe comportait aussi un ordre en attente de publication valide, les « candidatus Comantemales » ont été synonymisé avec l'ordre « candidatus Borkfalkiales » et sorti de cette classe.

## Habitat
La plupart des espèces de la classe Clostridia sont des organismes saprophytes fréquemment trouvés dans la nature (notamment dans les sols)[réf. nécessaire].